# Velîka Volîțea, Liubar
Velîka Volîțea (în ucraineană Велика Волиця) este o comună în raionul Liubar, regiunea Jîtomîr, Ucraina, formată numai din satul de reședință.
Localitatea face parte din regiunea istorică Volânia, iar după tratatul de pace de la Riga din 1921 a devenit parte a Uniunii Sovietice.

## Demografie
Componența lingvistică a comunei Velîka Volîțea
     Ucraineană (99,89%)
     Alte limbi (0,11%)
Conform recensământului din 2001, majoritatea populației comunei Velîka Volîțea era vorbitoare de ucraineană (99,89%), existând în minoritate și vorbitori de alte limbi.